# Triteleia dubia
Triteleia dubia är en stekelart som först beskrevs av Jean-Jacques Kieffer 1908.  Triteleia dubia ingår i släktet Triteleia och familjen Scelionidae. Inga underarter finns listade i Catalogue of Life.